# Kraftwerk Tekapo B
Das Kraftwerk Tekapo B (englisch Tekapo B Power Station) ist ein Wasserkraftwerk im Mackenzie District der Region Canterbury auf der Südinsel Neuseelands. Es liegt am östlichen Ufer des Lake Pukaki. Das Kraftwerk Tekapo A befindet sich ca. 25 km nordöstlich von Tekapo B.
Das Kraftwerk ging 1977 in Betrieb. Es ist im Besitz der Genesis Energy Limited (GE) und wird auch von GE betrieben.

## Tekapo Canal
Das Kraftwerk Tekapo B nutzt das Wasser des Lake Tekapo zur Stromerzeugung. Vom Lake Tekapo wird das Wasser zunächst zum Kraftwerk Tekapo A geleitet. Nachdem das Wasser Tekapo A passiert hat, fließt es über den Tekapo Canal (Länge 25,5 km, Kapazität 130 m³/s) weiter zum Kraftwerk Tekapo B. Ungefähr 1 km von Tekapo B entfernt mündet der Kanal in ein Staubecken, von dem zwei Druckrohrleitungen zum Maschinenhaus des Kraftwerks führen.
Im September 2012 begann GE mit der Sanierung des Kanals, da seit Jahren bekannt war, dass er Leckagen aufweist. Im Sommer 2013 wurden zwei Teilstücke des Kanals mit einer PVC-Folie ausgekleidet und damit abgedichtet. Im Sommer 2014 wurde ein weiteres Teilstück mit einer Länge von 1,8 km auf dieselbe Art saniert. Die Gesamtkosten der Sanierungsmaßnahmen wurden 2013 auf 145 bis 155 Mio. NZD geschätzt.

## Kraftwerk
Das Maschinenhaus des Kraftwerks Tekapo B liegt in einer Einbuchtung am östlichen Ufer des Lake Pukaki. Es erreicht eine Höhe von 46 m, von denen sich 2/3 unterhalb der Wasserlinie befinden. Im Maschinenhaus befinden sich zwei Francis-Turbinen mit einer Leistung von 77 bzw. 80 MW. Die durchschnittliche Jahreserzeugung liegt bei 840 Mio. kWh. Das Maschinenhaus ist über einen 74 m langen Steg mit der Schaltanlage verbunden.

## Eigentümer
Am 1. Juni 2011 erwarb GE die Kraftwerke Tekapo A und B von der Meridian Energy Limited für fast 821 Mio. NZD. Dem war ein Beschluss der Regierung vom 15. Dezember 2009 zur Übertragung der Kraftwerke vorangegangen, um den Wettbewerb auf dem Strommarkt zu erhöhen.